# گیلا گولان
گیلا گولان (انگلیسی: Gila Golan؛ عبری: גילה גולן‎؛ زادهٔ ۳۰ دسامبر ۱۹۴۰) با نام اصلی زوشا زاواتسکا (لهستانی: Zosia Zawadzka)، یک مدل و بازیگر اهل اسرائیل است. از فیلم‌هایی که وی در آن نقش داشته‌است، می‌توان به کشتی احمق‌ها، خواب جینی را می‌بینم، مربی در ساحل و سه نفر روی نیمکت اشاره کرد.

## اوایل زندگی
گولان نمی‌داند که کی و کجا به دنیا آمده است. والدین او در هولوکاست کشته شدند و او توسط زوشیا زاواتسکی، که او را در خیابان‌های کراکوف دید، به فرزندی پذیرفته شد. او توسط خانواده لهستانی خود نام زوشیا زاواتسکی را دریافت کرد و در اسرائیل به مارا گلدنبرگ تغییر نام داد. او همچنین از نام‌های میریم گلدنبرگ و گیلا گلدنبرگ استفاده کرده است.
گولان دو سال در یک مدرسه شبانه‌روزی یوت علیاه در آیکس-له-بن، فرانسه تحصیل کرد و سپس در تاریخ ۱۴ ژانویه ۱۹۴۸ به اسرائیل نقل مکان کرد. او به مدت چهار سال در یک کیبوتز کار کرد. گولان به دلیل ندانستن سن خود به ارتش دفاعی اسرائیل اعزام نشد.

## حرفه
گولان توسط یک عکاس آمریکایی کشف شد و در مجله زنان اسرائیلی «لائیشا» ظاهر شد. در سال ۱۹۶۰، او نفر دوم مسابقه «دوشیزهٔ اسرائیل» بود و پشت سر آلیزا گور قرار گرفت. او در مسابقه «دوشیزهٔ جهان ۱۹۶۰» مقام دوم را کسب کرد و نام خود را به گیلا گولان تغییر داد تا از اطلاع خانواده مذهبی‌اش که در تل‌آویو با او زندگی می‌کردند، جلوگیری کند. پس از مسابقه، او برای جمع‌آوری کمک‌های مالی به ایالات متحده آمریکا فرستاده شد.
در ژوئن ۱۹۶۴، گولان قرارداد همکاری با کلمبیا پیکچرز امضا کرد. اولین نقش او ایفاگر شخصیت السا لوتز در فیلم کشتی احمق‌ها بود که به عنوان جایگزینی برای سابین سینگن که به دلیل بیماری از فیلم کنار کشید، انتخاب شد. او در طول این مدت تحت آموزش‌های بازیگری هربرت برگهوف قرار گرفت. انجمن مطبوعات خارجی هالیوود او را برای اهدای جوایز در بیست و دومین مراسم گلدن گلوب انتخاب کرد.
گولان در فیلم مأمور ما فلینت نقش‌آفرینی کرد که به دلیل اسرائیلی بودنش در لبنان ممنوع شد. او همچنین در فیلم‌های دره گووانجی و سه نفر روی نیمکت حضور داشت. گولان حرفه خود را در سال ۱۹۶۹ به پایان رساند و دلیل آن را دستمزد پایین خود به میزان ۱۵۰ دلار در هفته برای مأمور ما فلینت بیان کرد، در حالی که کلمبیا ۱۵۰۰ دلار از درآمد آن به دست آورد چون او به عنوان قرضی در این پروژه حضور داشت. همچنین گفت که مدیر پیشین او در حال خراب کردن حرفه‌اش بود. در دهه ۱۹۸۰، او در جمع‌آوری کمک‌های مالی و سازماندهی دومین جشنواره فیلم اسرائیل مشارکت داشت.

## زندگی شخصی
گولان در سال ۱۹۶۴ با الکس اوربان ازدواج کرد، اما در سال ۱۹۶۵ از هم جدا شدند و در سال ۱۹۶۷ در سیوداد خوارس، چی‌واوا، مکزیک طلاق گرفتند. او در تاریخ ۱۶ سپتامبر ۱۹۶۹ با متیو برنارد روزنهوس در مونرئال، کانادا ازدواج کرد و سه فرزند از او داشت. روزنهوس در سال ۱۹۷۳ بزرگ‌ترین سهام‌دار کلمبیا شد.
شهر سیاتل در تاریخ ۲۹ آوریل ۱۹۶۶ به طور رسمی گولان را به فرزندخواندگی پذیرفت و شهردار جیمز دورما برمن به عنوان پدرخوانده‌اش معرفی شد. او در سال ۱۹۶۹ شهروند ایالات متحده آمریکا شد. گولان آپارتمان خود را در "پی‌یر" در سال ۲۰۱۴ به مبلغ ۱۰ میلیون دلار فروخت. او اکنون در فلوریدا با شوهر سومش زندگی می‌کند.